# Melchow
Melchow is een gemeente in de Duitse deelstaat Brandenburg, en maakt deel uit van het Landkreis Barnim.
Melchow telt 994 inwoners.